# Millau
Millau [mijo] (okzitanisch Milhau) ist eine südfranzösische Stadt und eine Gemeinde mit 21.859 Einwohnern (Stand 1. Januar 2022) im Département Aveyron in der Region Okzitanien. Sie ist Unterpräfektur des Arrondissements Millau und war Hauptort des Südens der historischen Provinz Rouergue.

## Lage

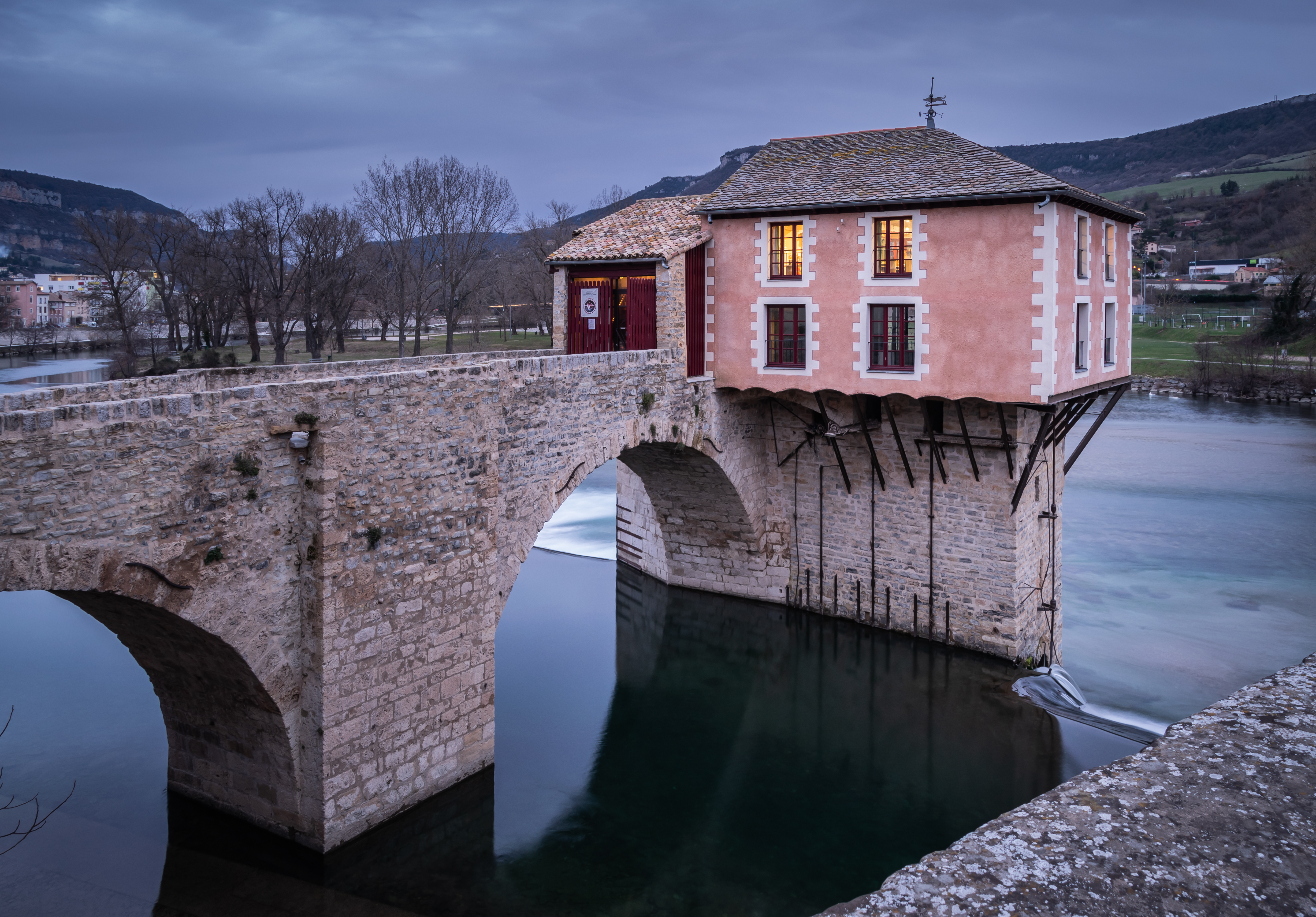
Mühle auf der alten Brücke über den Tarn

Die Stadt Millau liegt in einer Höhe von 350 m im Regionalen Naturpark Grands Causses an der Einmündung der Dourbie in den Tarn; etwa zehn Kilometer nordöstlich beginnen die Schluchten des Tarn. Rodez, die historische Hauptstadt der Rouergue, befindet sich etwa 66 Kilometer nordwestlich.

## Geschichte

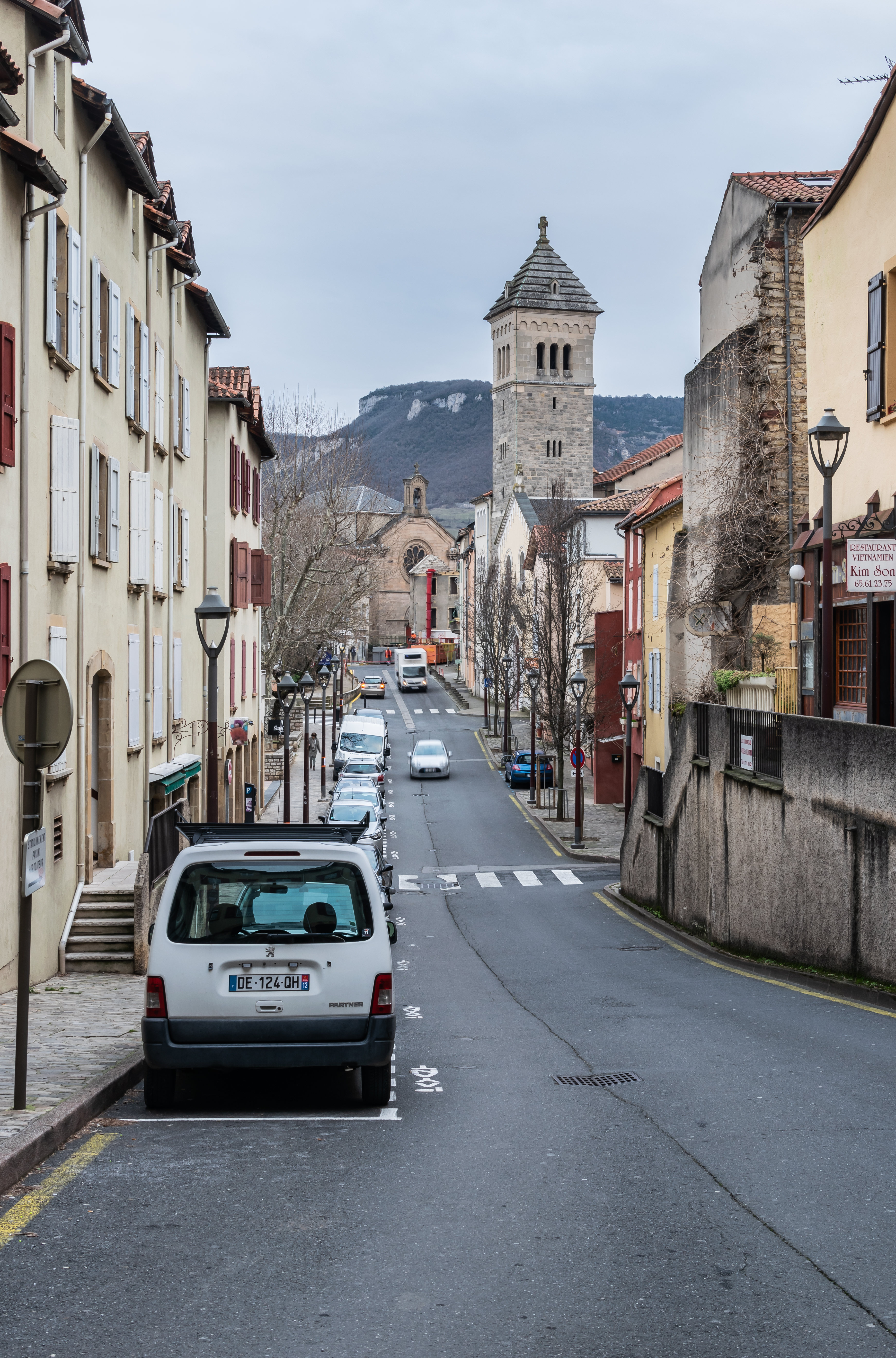
Rue Saint-Martin und Kirche Saint-Martin

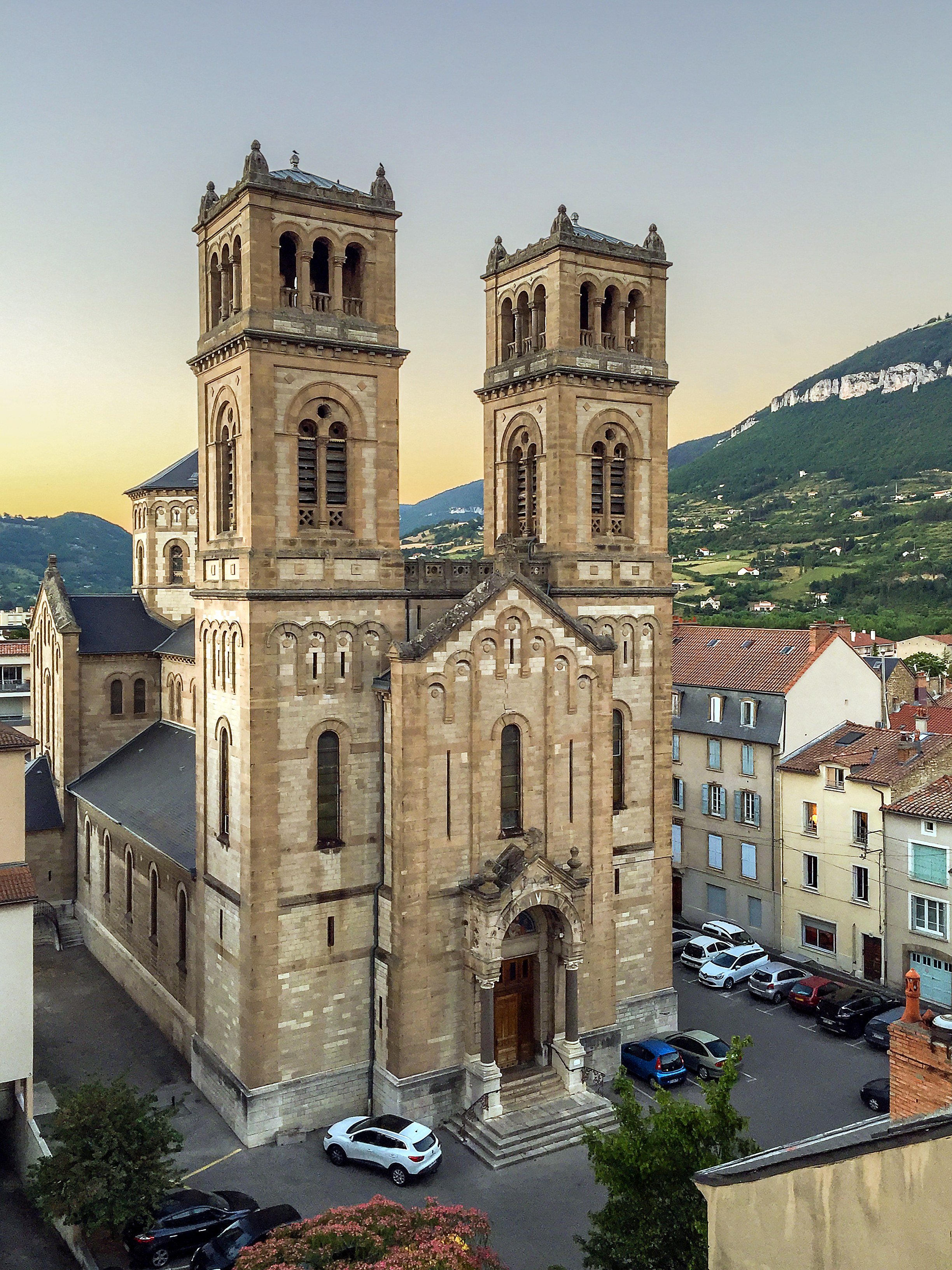
Kirche Sacré-Coeur
(19. Jahrhundert)

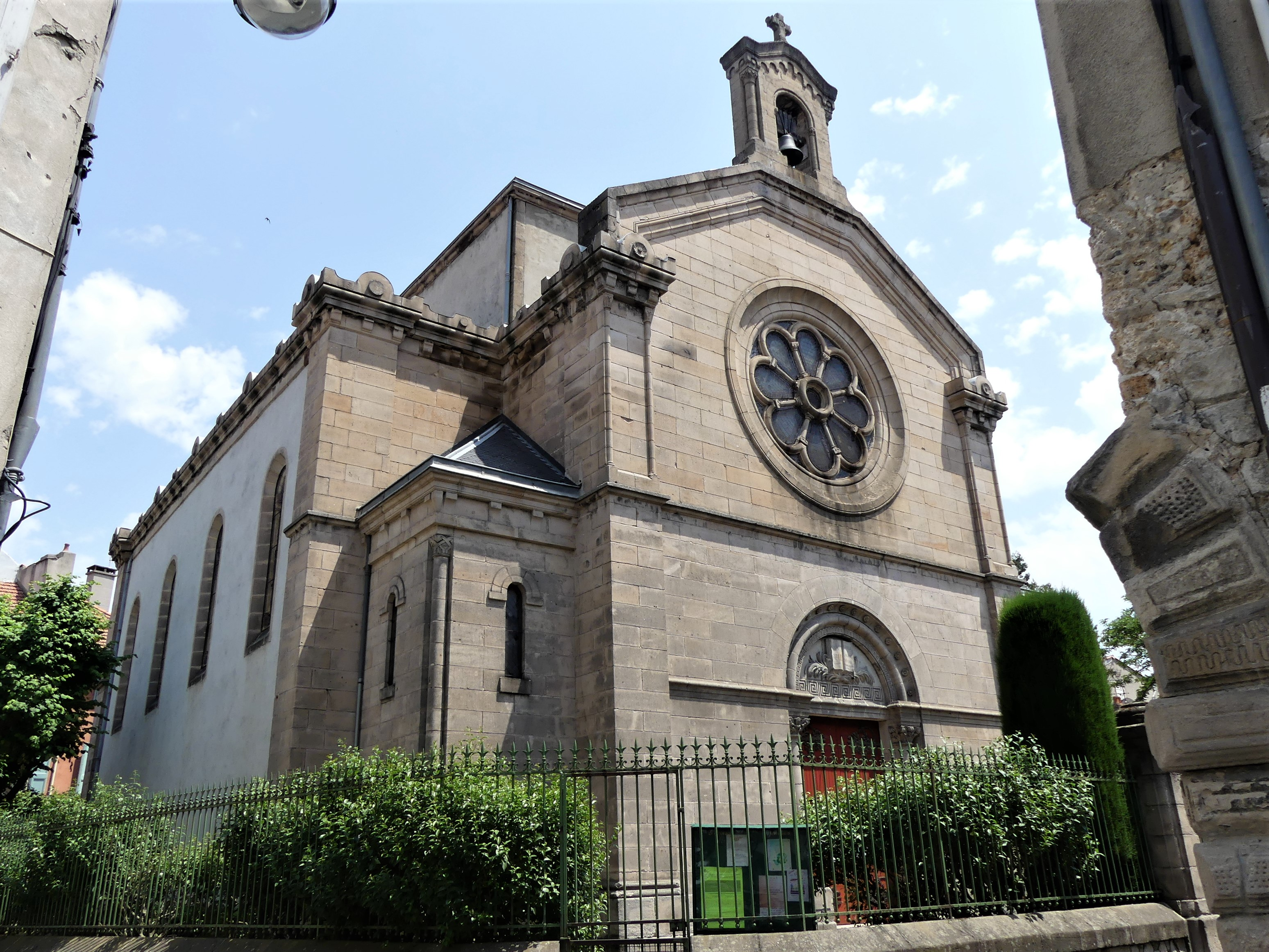
Protestantische Kirche (Temple)

Mehrere Statuenmenhire in der Umgebung lassen darauf schließen, dass die Gegend bereits in der Jungsteinzeit bevölkert war; später ließen sich keltische Stämme hier nieder. Aus der Tabula Peutingeriana geht hervor, dass der Ort zur Römerzeit Condatomagus hieß; es gab ein bedeutendes Töpferzentrum für Terra sigillata-Waren in La Graufesenque. In der Völkerwanderungszeit verlagerte sich das geografische Zentrum des nunmehr Amiliavum genannten Ortes auf das Westufer der Tarn. In der Umgebung wurde vor allem Schaf- und Ziegenzucht betrieben; das Leder der Jungtiere wurde bereits im 9. und 10. Jahrhundert in Millau zu Handschuhen weiterverarbeitet. Wahrscheinlich bereits im 11. Jahrhundert erhielt der Ort eine Stadtmauer (remparts) und es entstand die Vizegrafschaft Millau. Im Hundertjährigen Krieg (1337–1453) befand sich die Stadt längere Zeit in den Händen der Engländer; im Jahr 1476 gliederte Ludwig XI. sie der französischen Krone an. Vom 15. bis ins 18. Jahrhundert erlebten Millau und die gesamte Rouergue eine wirtschaftliche und kulturelle Blütezeit.
1560 erreichte die Reformation die rund 5500 Einwohner zählende Stadt, die im Zuge der Religionskriege Anfang des 17. Jahrhunderts zu einem protestantischen befestigten Ort wurde. Ein Jahrhundert lang wurde Millau von den Calvinisten politisch und wirtschaftlich dominiert. Im Juni 1629 wurde die Stadt von den Truppen des katholischen Königs eingenommen, Dank des Edikts von Nantes wurde der Protestantismus aber geduldet. Mit der Aufhebung der Religionstoleranz im Edikt von Fontainebleau im Jahr 1685 begann die Verfolgung der Protestanten, die entweder als Hugenotten die Stadt verließen oder aber zum Katholizismus konvertierten. Bis zur Revolution konnten die Verbliebenen, die man zwang, als Zeichen der Ergebenheit ihre Kirche selbst zu zerstören, ihren Glauben nur heimlich ausüben.
Millau war zwischen 1971 und 1981 ein Zentrum des Kampfes um den Larzac, der sich erfolgreich gegen die Erweiterung des Truppenübungsplatzes Camp du Larzac richtete.

### Bevölkerungsentwicklung
| 1793  | 1800  | 1806  | 1821  | 1831  | 1836   | 1841  | 1846  | 1851   |
| ----- | ----- | ----- | ----- | ----- | ------ | ----- | ----- | ------ |
| 6.070 | 6.077 | 6.523 | 8.070 | 9.806 | 10.450 | 9.014 | 9.556 | 10.041 |

| 1856   | 1861   | 1866   | 1872   | 1876   | 1881   | 1886   | 1891   | 1896   |
| ------ | ------ | ------ | ------ | ------ | ------ | ------ | ------ | ------ |
| 10.150 | 12.636 | 13.663 | 15.095 | 15.695 | 16.628 | 16.139 | 17.429 | 18.754 |

| 1901   | 1906   | 1911   | 1921   | 1926   | 1931   | 1936   | 1946   | 1954   |
| ------ | ------ | ------ | ------ | ------ | ------ | ------ | ------ | ------ |
| 18.701 | 18.482 | 17.673 | 15.528 | 15.936 | 16.190 | 16.437 | 17.678 | 19.209 |

| 1962   | 1968   | 1975   | 1982   | 1990   | 1999   | 2006   | 2011   | 2016   |
| ------ | ------ | ------ | ------ | ------ | ------ | ------ | ------ | ------ |
| 21.229 | 22.595 | 21.907 | 21.695 | 21.788 | 21.339 | 22.133 | 21.626 | 22.200 |

| 2020   | -- | -- | -- | -- | -- | -- | -- | -- |
| ------ | -- | -- | -- | -- | -- | -- | -- | -- |
| 21.482 |    |    |    |    |    |    |    |    |

| Quellen: Cassini de l’EHESS für die Zahlen bis 1962, INSEE ab 1968 (Bevölkerung ohne doppelten Wohnsitz und aus dem Gemeindegebiet ab 2006) |

Der Bevölkerungsanstieg im 20. Jahrhundert ist im Wesentlichen auf die Zuwanderung von Menschen aus den ländlichen Gebieten in der Umgebung zurückzuführen.

## Politik

### Bürgermeister
Bürgermeister ist seit 2020 der Sozialist Emmanuelle Gazel.

### Städtepartnerschaften
Millau pflegt mit folgenden Städten Städtepartnerschaften:
| - Louga in Senegal, seit 1962 - Bad Salzuflen in Nordrhein-Westfalen, seit 1975 - Bridlington in England, Vereinigtes Königreich, seit 1992 - Mostar in Bosnien-Herzegowina - Sagunto in Spanien, seit 2006 - Mealhada in Portugal, seit 2010 |

## Wirtschaft und Infrastruktur

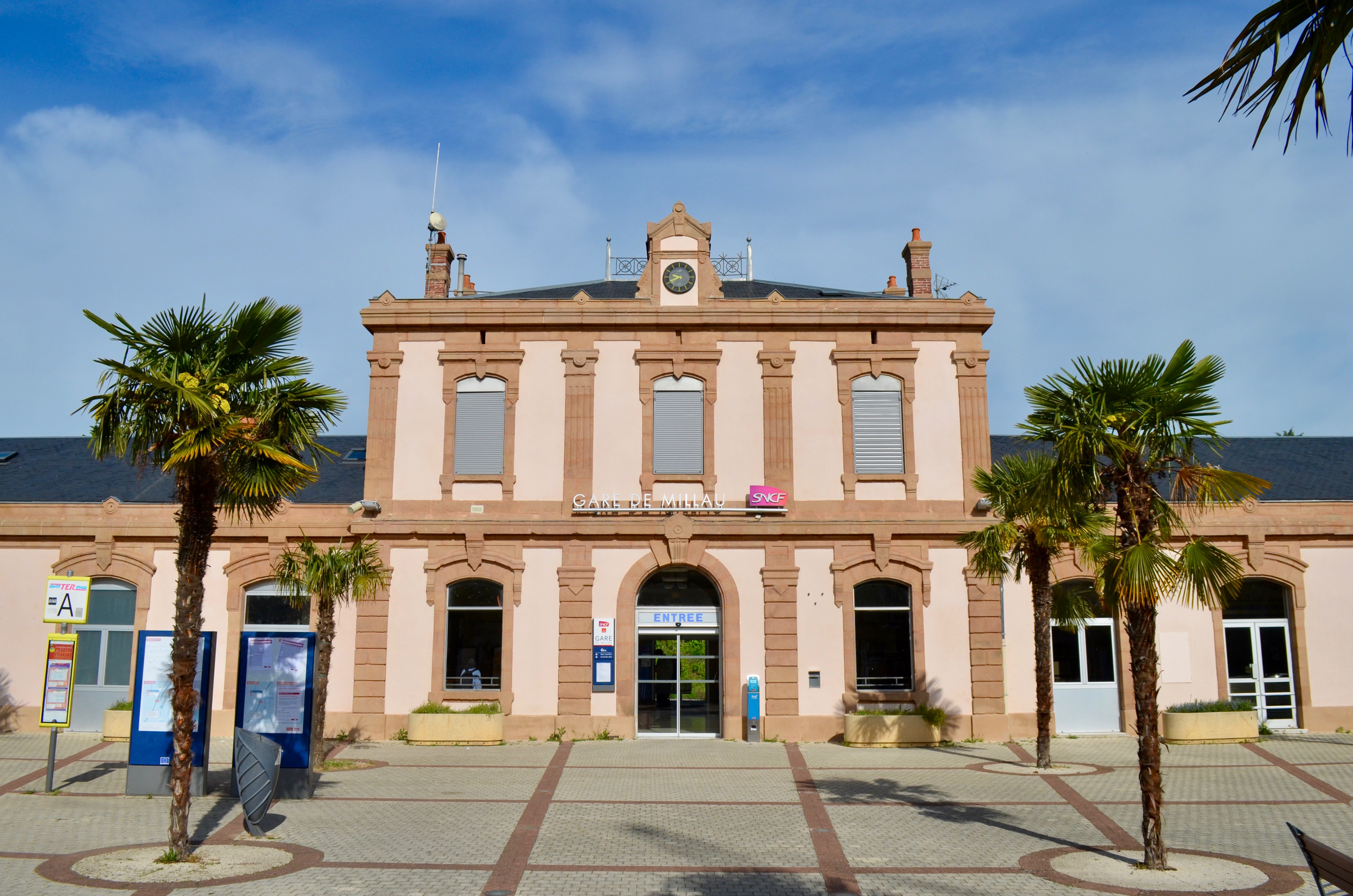
Empfangsgebäude des Bahnhofs

### Gewerbe
Seit dem Mittelalter wurden in Millau Lederhandschuhe in Handarbeit gefertigt; die Stadt gilt dann auch als „Hauptstadt des Handschuhs“. Eine Blütezeit der Manufakturen und der späteren Lederindustrie begann in der Renaissance und endete erst mit der zunehmenden Globalisierung im ausgehenden 20. Jahrhundert – noch in den 1960er Jahren arbeiteten bis zu 22.000 Einwohner im Handschuhgewerbe. Hinzu kam als begünstigender Faktor die in der Nähe betriebenen Schafzuchten, die das notwendig feine Leder lieferten. Im Jahr 2008 fertigten nur noch wenige Handwerksbetriebe Handschuhe und andere Lederwaren für eine qualitätsbewusste Kundschaft, darunter auch die Ganterie Fabre.

### Verkehr
Millau liegt an der Bahnstrecke Béziers–Neussargues. Der Bahnhof wurde 1874 von der Compagnie des chemins de fer du Midi et du Canal latéral à la Garonne eröffnet, er wird aktuell von Intercités und Regionalzügen des TER Occitanie bedient.
Westlich der Gemeinde verläuft die Autobahn A 75 (La Méridienne), die über die Departementsstraße D 911 angebunden ist.

## Kultur und Sehenswürdigkeiten
Millau verfügt über insgesamt 11 als Monuments historiques anerkannte Gebäude oder sonstige Bauten.

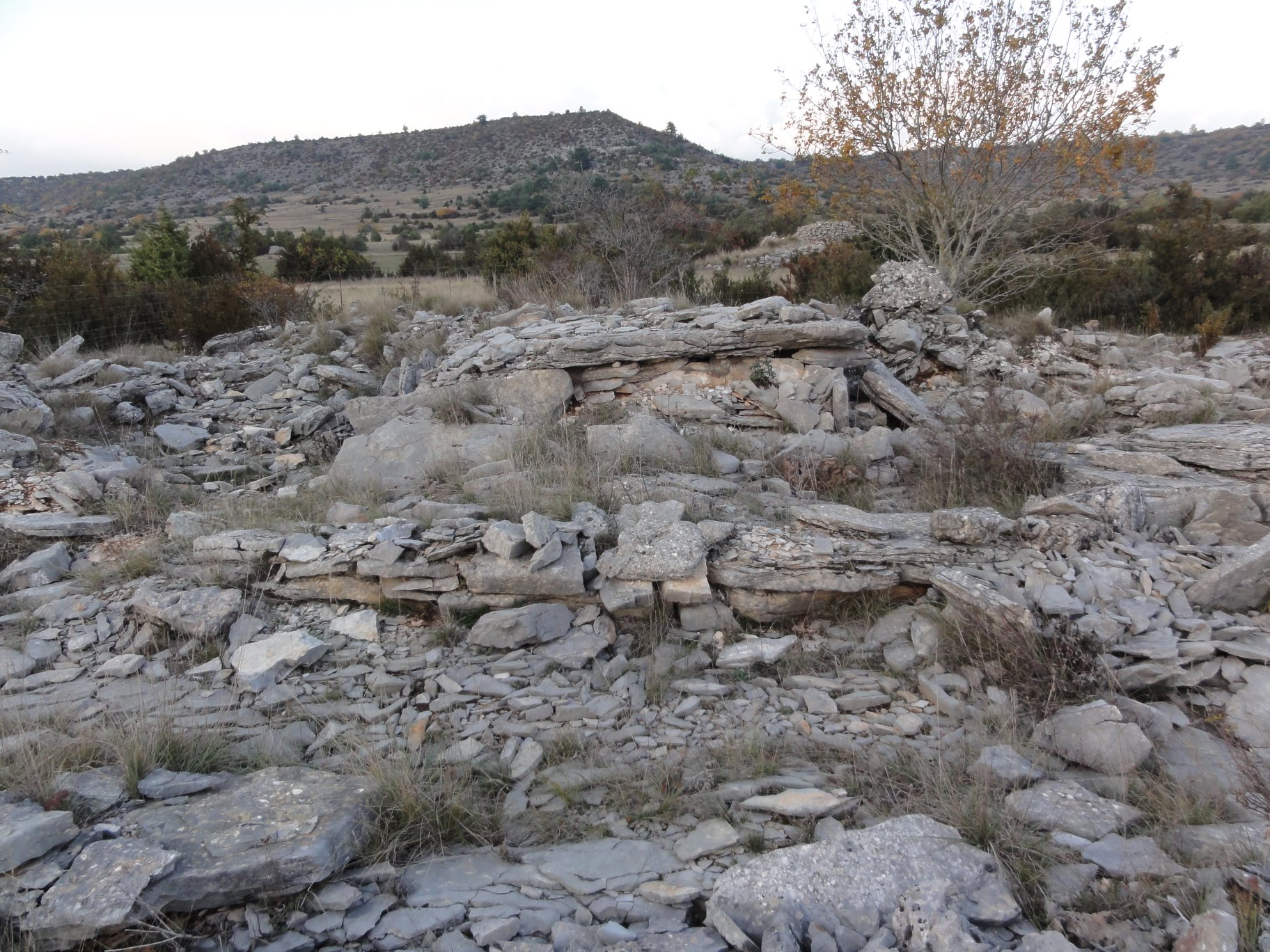
Dolmen von Saint-Martin-du-Larzac

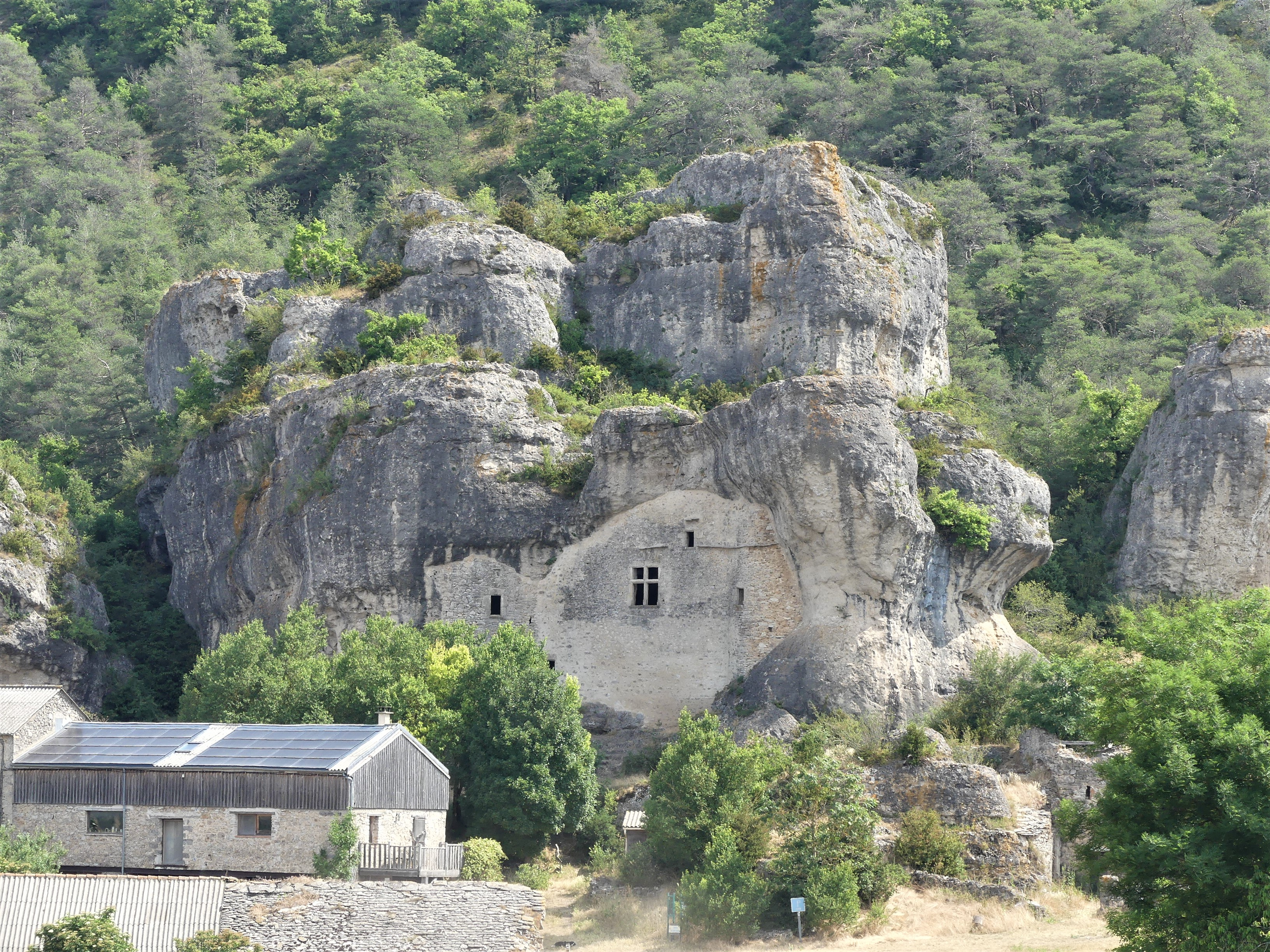
Felswohnung

- Im Ortsteil Saint-Martin-du-Larzac befinden sich drei weitgehend zerstörte Megalithgräber. Von hier stammt auch ein Kupferdolch aus dem 3. Jahrtausend v. Chr. der sich im Musée Fenaille befindet.
- Der Dolmen von Jonquet liegt nahe der D809 nordwestlich von La Cavalerie, südöstlich von Millau.
- Der Place du Marechal-Foch ist von Arkaden umgeben, die aus dem 12 bis 16. Jahrhundert datieren und sich auf zylindrische Säulen stützen. Ein viereckiger Stein, der zwischen der 2. und 3. Säule gelegen ist, ist der verbliebene Rest des ehemaligen Prangers[7]. Jeden Freitag und Mittwoch findet neben den Hallen in der Rue de la Capelle auf dem Place du Maréchal-Foch der lebendige und traditionsreiche Wochenmarkt statt[8].
- Der rund 35 Meter hohe Beffroi, ein Wehr- und Wachturm aus mittelalterlicher Zeit erhielt seine heutige Gestalt im 17. Jahrhundert.
- Die Kirche Notre-Dame-de-l’Espinasse war früher im Besitz eines Dorns der Heiligen Krone. Ursprünglich im romanischen Stil erbaut, spielte die Kirche im Mittelalter als Wallfahrtsort eine bedeutende Rolle. Nach einer teilweisen Zerstörung im Jahr 1582, wurde sie im 17. Jahrhundert wieder aufgebaut und im 18. und 19. Jahrhundert um Seitenschiffe ergänzt. Jean Bernard bereicherte im Jahr 1939 den Chor mit modernen Fresken, die Glasfenster im Langhaus schuf Claude Baillon im Jahr 1984[9].
- Der Viaduc de Millau, über den die Autoroute A75 führt, überquert den Tarn etwa fünf Kilometer westlich der Stadt und verbindet Clermont-Ferrand mit Béziers. Er ist mit 2460 Meter die längste Schrägseilbrücke der Welt; der höchste Pfeiler ist vom Talgrund bis zur Fahrbahn 245 Meter hoch. Die Stützweiten betragen 204 Meter, 6 mal 342 Meter und nochmals 204 Meter. Die Fahrbahn befindet sich in einer Höhe von 270 Meter über dem Tarn[10]
- Musée de Millau-Archéologie et Peau et Gant (archäologisches und Leder- und Handschuhmuseum) mit dem Blei von Larzac.
- Waschhaus, erbaut 1749

## Sonstiges
Millau war im Jahr 1999 Schauplatz der symbolischen, aber dennoch handgreiflichen „Demontage“ einer McDonald’s-Filiale durch den französischen Aktivisten und Globalisierungskritiker José Bové.

## Sport

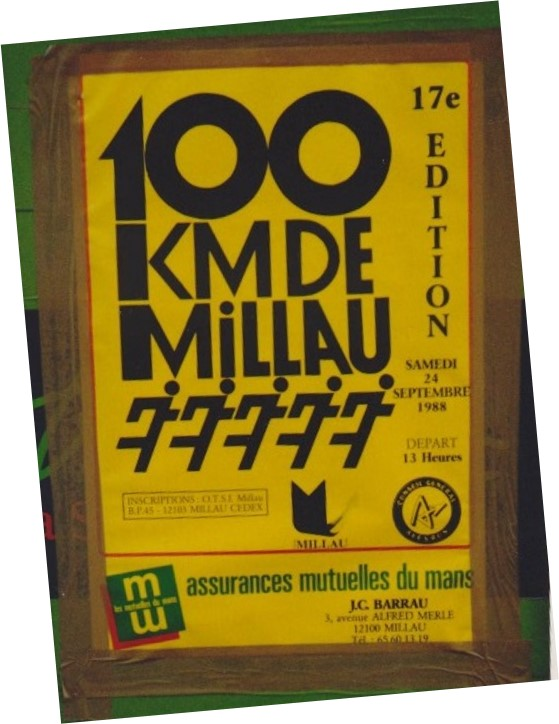
100 km de Millau (1988)

Millau ist eines der bekanntesten Zentren für Gleitschirmfliegen und Deltasegeln in Europa. Im Jahr 2004 fand hier die Drachenflugweltmeisterschaft statt. Der markanteste Flugberg der Gegend ist der am östlichen Stadtrand liegende Pouncho d’Agast.

### 100 kilomètres de Millau
Seit 1972 findet jeweils am letzten Samstag im September die Straßenlaufveranstaltung „100 kilomètres de Millau“ statt. Er ist damit der älteste 100-Kilometer-Lauf Frankreichs.
Rekordhalter sind die Französin Brigitte Bec (Bestzeit: 8:24:56 Std.) und der Franzose Jean-Marc Bellocq (acht Siege, Bestzeit: 6:28:31 Std.).

## Persönlichkeiten
- Louis-Jacques-Maurice de Bonald (1787–1870), römisch-katholischer Geistlicher, Erzbischof von Lyon
- Numa Blanc (1816–1897), Fotograf
- Michel Andrieu (1886–1956), Professor für Liturgiewissenschaft
- Gilles Lipovetsky (* 1944), Autor und Philosoph
- Marie-Hélène Sola (1955–2017), Künstlerin
- Marine Cabirou (* 1997), Mountainbikerin